# Planet Waves
Planet Waves (рус. «Планетарные волны») — четырнадцатый студийный альбом американского автора и исполнителя Боба Дилана и группы The Band (с англ. — «Группа»). Был выпущен на лейблах Asylum Records (в США) и Island Records (в Великобритании) соответственно в январе 1974 года.

## Об альбоме
Эта пластинка стала первой полноценной сольной работой Дилана с 1970 года, когда исполнитель выпустил альбом New Morning. В течение следующих нескольких лет музыкант издал саундтрек к фильму «Пэт Гэрретт и Билли Кид», а также набор кавер-версий Dylan, который Columbia Records издали по своей инициативе, составив из записанных ранее композиций, не вошедших в предыдущие альбомы исполнителя, недавно покинувшего лейбл.
Альбом был записан Бобом Диланом вместе с участниками The Band в течение трёх дней: 5, 6 и 9 ноября 1974 года в лос-анджелесской студии Village Recorder. Дилан сотрудничал с этой группой ранее, выступая вместе со времён концертного турне 1966-67 годов. Запись прошла очень быстро, так как музыканты хорошо знали друг друга долгие годы, а также готовились к очередному совместному турне.
Обложку Дилан создавал сам. Альбом первоначально планировали назвать Ceremonies of the Horsemen. Эта фраза из песни «Love Minus Zero/No Limit» с альбома 1965 года Bringing It All Back Home, но выпуск был отложен на две недели, и Дилан решил изменить название в последний момент.

## Выход альбома
Выход пластинки на новом для исполнителя лейбле Asylum сопровождался активной маркетинговой кампанией. Усилия звукозаписывающей компании не прошли даром и Planet Waves достиг вершины американского хит-парада, став первой работой Дилана, возглавившей чарт Billboard Top LP’s & Tape. Концерты в поддержку альбома также прошли очень успешно: зрители в переполненных залах приветливо встречали как самого Дилана, так и группу The Band, ставшей за последние несколько лет самостоятельной и узнаваемой творческой единицей.

## Реакция критиков
На сайте AllMusic альбом получил три с половиной звезды из пяти. Стивен Томас Эрлевайн сравнил его с New Morning и отметил скромное, почти интимное звучание, «более подходящее для коллекции сдержанных песен о домашней жизни». По мнению Эрлевайна, это являлось и достоинством, и недостатком записи: для альбома, записанного в течение трёх дней, это было приемлемо, однаков нём не содержалось той энергии, что была присуща Дилану и The Band в 1960-х.
Роберт Кристгау в своём «Гиде покупателя» оценил альбом на «A—». Он посчитал тексты и музыку «домашними», но при этом вовсе не самодовольными и лишёнными «силиконовой смазки», присущей большей части популярной музыки того времени. Кристгау назвал пластинку «местами счастливой, но местами напоминающей музыку бездомных кошек — тощих, дерзких и воющих под окнами».

## Список композиций
Слова и музыка всех песен — Боб Дилан.
| №  | Название                       | Длительность |
| -- | ------------------------------ | ------------ |
| 1. | «On a Night Like This»         | 2:57         |
| 2. | «Going, Going, Gone»           | 3:25         |
| 3. | «Tough Mama»                   | 4:17         |
| 4. | «Hazel»                        | 2:52         |
| 5. | «Something There Is About You» | 4:46         |
| 6. | «Forever Young»                | 5:00         |

| №                   | Название                    | Длительность |
| ------------------- | --------------------------- | ------------ |
| 1.                  | «Forever Young» (Continued) | 2:51         |
| 2.                  | «Dirge»                     | 5:40         |
| 3.                  | «You Angel You»             | 2:51         |
| 4.                  | «Never Say Goodbye»         | 2:55         |
| 5.                  | «Wedding Song»              | 4:50         |
| Общая длительность: | Общая длительность:         | 42:24        |

## Участники записи
- Боб Дилан — гитара, губная гармоника;

The Band:
- Робби Робертсон — гитара;
- Рик Данко — бас-гитара;
- Левон Хелм — ударные
- Гарт Хадсон — орган;
- Ричард Мануэль — ударные, клавишные.

Другие:
- Боб Фрабони — звукоинженер;
- Нэт Джеффри — ассистент звукоинженера[24].

## Позиции в хит-парадах и сертификации
| Год  | Хит-парад                           | Высшая позиция | Пребывание в чарте |
| ---- | ----------------------------------- | -------------- | ------------------ |
| 1974 | Австрия (Ö3 Austria)                | 4              | 12 недель          |
| 1974 | Великобритания (UK Albums Chart)    | 3              | 8 недель           |
| 1974 | Италия (Musica e dischi)            | 4              | 20 недель          |
| 1974 | Канада (RPM Albums Chart)           | 1              | 17 недель          |
| 1974 | Нидерланды (Hilversum 3 LP Top 10)  | 7              | 3 недель           |
| 1974 | Норвегия (VG-lista)                 | 5              | 11 недель          |
| 1974 | США (Billboard Top LPs & Tape)      | 1              | 21 неделя          |
| 1974 | Финляндия (Suomen virallinen lista) | 16             | 16 недели          |
| 1974 | ФРГ (Offizielle Top 100)            | 34             | 3 недели           |

| Хит-парад (1974)                   | Позиция |
| ---------------------------------- | ------- |
| Италия (FIMI)                      | 22      |
| Канада (RPM Year-End)              | 8       |
| США (Billboard Top Popular Albums) | 75      |

| Регион                                                      | Сертификация | Продажи  |
| ----------------------------------------------------------- | ------------ | -------- |
| Великобритания (BPI)                                        | Серебряный   | 60 000^  |
| США (RIAA)                                                  | Золотой      | 500 000^ |
| ^ Данные о тиражах приведены только на основе сертификации. |              |          |